# Peleteria sphyricera
Peleteria sphyricera là một loài ruồi trong họ Tachinidae.